# 대한민국 민법 제165조
대한민국 민법 제165조는 판결등에 의하여 확정된 채권의 소멸시효에 대한 민법조문이다.

## 조문
제165조(판결등에 의하여 확정된 채권의 소멸시효) (1) 판결에 의하여 확정된 채권은 단기의 소멸시효에 해당한 것이라도 그 소멸시효는 10년으로 한다.

(2) 파산절차에 의하여 확정된 채권 및 재판상의 화해, 조정 기타 판결과 동일한 효력이 있는 것에 의하여 확정된 채권도 전항과 같다.

(3) 전2항의 규정은 판결확정당시에 변제기가 도래하지 아니한 채권에 적용하지 아니한다.

第165條(判決 等에 依하여 確定된 債權의 消滅時效) ① 判決에 依하여 確定된 債權은 短期의 消滅時效에 該當한 것이라도 그 消滅時效는 10年으로 한다.
②破産節次에 依하여 確定된 債權 및 裁判上의 和解, 調停 其他 判決과 同一한 效力이 있는 것에 依하여 確定된 債權도 前項과 같다.
③前2項의 規定은 判決確定當時에 辨濟期가 到來하지 아니한 債權에 適用하지 아니한다.

Article 165(Statute of Limitations for Obligatins Finalized by Court Judgment) (1) The statute of limitations for obligations finalized by a court judgment becomes 10 years regardless of the statute of limitations for that obligation.
(2) The preceding provision does not apply to the oligations not yet due when the judgment became final.

## 사례
- A사는 건물신축공사를 도급받아 완공하였는데, 공사대금 미지급 상태에서 도급인이 도산하여 건물에 대하여 유치권을 행사하던 중 건물에 대하여 경매가 개시되어 B사가 경락받고 대금을 완납하고는 소유권을 취득하였다. 한편 A사는 공사대금채권에 대한 지급명령을 신청하고 지급명령이 확정되었다. B사는 대금완납 후 A사의 공사대금채권의 단기소멸시효기간 3년이 이미 경과하였으니 A사의 유치권은 소멸하였다고 주장하는 경우, 유치권이 성립된 부동산의 매수인은 피담보채권의 소멸시효가 완성되면 시효로 인하여 채무가 소멸되는 결과 직접적인 이익을 받는 자에 해당하므로 소멸시효의 완성을 원용할 수 있는 지위에 있다고 할 것이나, 매수인은 유치권자에게 채무자의 채무와는 별개의 독립된 채무를 부담하는 것이 아니라 단지 채무자의 채무를 변제할 책임을 부담하는 점 등에 비추어 보면, 유치권의 피담보채권의 소멸시효기간이 확정판결 등에 의하여 10년으로 연장된 경우 매수인은 그 채권의 소멸시효기간이 연장된 효과를 부정하고 종전의 단기소멸시효기간을 원용할 수는 없다.[1]

## 판례
- 민법 제165조가 판결에 의하여 확정된 채권, 판결과 동일한 효력이 있는 것에 의하여 확정된 채권은 단기의 소멸시효에 해당한 것이라도 그 소멸시효는 10년으로 한다고 규정하는 것은 당해 판결등의 당사자 사이에 한하여 발생하는 효력에 관한 것이고 채권자와 주채무자 사이의 판결등에 의해 채권이 확정되어 그 소멸시효가 10년으로 되었다 할지라도 위 당사자 이외의 채권자와 연대보증인사이에 있어서는 위 확정판결등은 그 시효기간에 대하여는 아무런 영향도 없고 채권자의 연대보증인의 연대보증채권의 소멸시효기간은 여전히 종전의 소멸시효기간에 따른다[2]

- 민사소송법 제474조, 민법 제165조 제2항에 의하면, 지급명령에서 확정된 채권은 단기의 소멸시효에 해당하는 것이라도 그 소멸시효기간이 10년으로 연장된다[3].